# Weisshornhütte
Die Weisshornhütte ist eine Schutzhütte der Sektion Basel des Schweizer Alpen-Clubs (SAC). Sie befindet sich im Mattertal oberhalb von Randa auf 2932 m ü. M. Sie ist der Ausgangspunkt für Hochtouren auf das Bishorn (4151 m ü. M.), Brunegghorn (3833 m ü. M.), Weisshorn (4505 m ü. M.) oder Barrhorn (3610 m ü. M.).

## Geschichte

Weisshornhütte S.A.C. mit Zinalrothorn und Hohlichtgletscher 1906

Das erste Projekt einer Hütte stammte 1868 von der Sektion Genf. Stattdessen erstellten aber zwei Bergführer aus Randa eine Schutzhütte für 10 Personen am heutigen Hüttenstandort. Finanziell überfordert verkauften sie die Schutzhütte für Fr 1510.- an die Sektion Monte Rosa. Die ab 1883 sich offensichtlich in schlechtem Zustand befindliche Hütte zerfiel und wurde 1891 aus dem Hüttenverzeichnis gestrichen.
Eine neue Hütte mit 22 Plätzen wurde 1900 auf einer Fläche von ca. 5 × 4 Metern mit Hilfe der Sektion Basel erbaut. 1975 erfolgte eine Erweiterung auf 30 Schlafplätze.
Anlässlich des 100. Geburtstages von Franz Lochmatter, der im Jahre 1933 während des Abstiegs von der Weisshornspitze über den Ostgrat (Normalgrat) am unteren Ostgratturm, der heute Lochmatterturm genannt wird, tödlich abstürzte, setzten die Bergführer des Mattertales am Samstag, dem 23. September 1978, ein Metallkreuz auf die Spitze des Weisshorns. Am Sonntag, dem 24. September 1978, fand bei der Weisshornhütte die Kreuzeinsegnung und eine Gedenkfeier statt.